# 笔架山街道 (合肥市)
笔架山街道，是中华人民共和国安徽省合肥市蜀山区下辖的一个乡镇级行政单位。

## 行政区划
笔架山街道下辖以下地区：
汇林阁社区和翠庭园社区。